# 喜多一郎
喜多 一郎（きた いちろう、1956年6月9日 - ）は、日本の映画監督、テレビプロデューサー、音楽プロデューサー、作家、脚本家、大学客員教授。株式会社オフィスキタCEO。

## 来歴
1956年6月9日東京都出身。日本大学芸術学部映画学科卒業。株式会社オフィスキタ代表取締役社長。テレビ、音楽業界を経て1997年に自社を設立。2002年より映画監督。
「人間再生」を一貫したテーマにオリジナル脚本で12本の映画を監督する。
大ヒットした2005年公開の映画『Life on the longboard』(大杉漣、小栗旬 他)では日本中の海を、中年サーファーで一杯にした社会現象を生み出す。
2013年公開映画『ヨコハマ物語』(北乃きい、奥田瑛二、市毛良枝 他)は神奈川県推薦映画第一号に指定され大ヒットを記録する。
2015年公開の異色作『Bad moon rising』はBahama international film festivalをはじめ、世界中の主要な映画祭で上映され絶賛される。
最新作『Life on the Longboard 2nd Wave』は15年前に公開された前作の続編として注目された。
テレビ番組、CM等、1000本以上の映像作品を手掛ける。
著書は『星砂の島、私の島』(ワニブックス)、『やくそく』(小学舘) 他。
音楽プロデューサーとしても1985～90年代に数多くのヒット曲を手掛ける。
また、自分が好きなハワイを題材にした作品も数多く手掛け、フライベントのプロデュース、ハワイアンミュージックのCDプロデュース、コマーシャル、テレビ番組、DVDの制作、等ハワイアンカルチャーにも精通している。門外不出だったフラ最大級のイベント「メリーモナークフェスティバル」を初めて海外の放送局（日本のNHK）で中継した番組のプロデューサーでもある。
2020年に自身初の個展「Life on the Longboard 人間再生展」を京都と東京で開催。

## 主な監督作品

### 映画
■「星砂の島、私の島～ｱｲﾗﾝﾄﾞﾄﾞﾘｰﾐﾝｸﾞ～」
2004年公開、大多月乃、BEGIN、モーニング娘。
■「ライフ・オン・ザ・ロングボード」
2005年公開、大杉漣、小栗旬
■「サンシャインディズ～劇場版～」
2008年公開、西原亜希、斉藤慶太、初芝崇史、三津谷葉子、松田悟志、浅利陽介
■「海の上のきみは、いつも笑顔。」
2009年公開、谷村美月、桜田通
■「星砂の島の小さな天使～ﾏｰﾒｲﾄﾞｽﾏｲﾙ～」
2010年公開、飯田里穂、牧田哲也
■「シェアハウス」
2011年公開、吉行和子、坂上忍
■「ヨコハマ物語」
2013年公開、北乃きい、奥田瑛二
■「By The Sea～アホどもの集う海～」
2014年公開、ミッキー・カーチス、佐伯めぐみ
■「Bad Moon Rising」
2015年公開、菅田俊、菜葉菜
■「鏡の中の笑顔たち」
2015年公開、白石隼也、夏菜
■「桃とキジ」
2017年公開、櫻井綾、弥尋
■「Life on the Longboard 2nd Wave」
2019年公開、吉沢悠、馬場ふみか、松原奈佑